# Armádní umělecký soubor Víta Nejedlého
Armádní umělecký soubor Víta Nejedlého (zkráceně AUS, vojenský útvar VÚ 1184) byl ústředním uměleckým souborem Československé lidové armády, Československé armády a Armády České republiky, jenž existoval v letech 1943 až 1995. Za dobu své existence hrál soubor přes 10 tisíc skladeb, uskutečnil na 43 tisíc vystoupení doma i v zahraničí v Evropě, Asii, Africe a Americe.

## Před rokem 1945

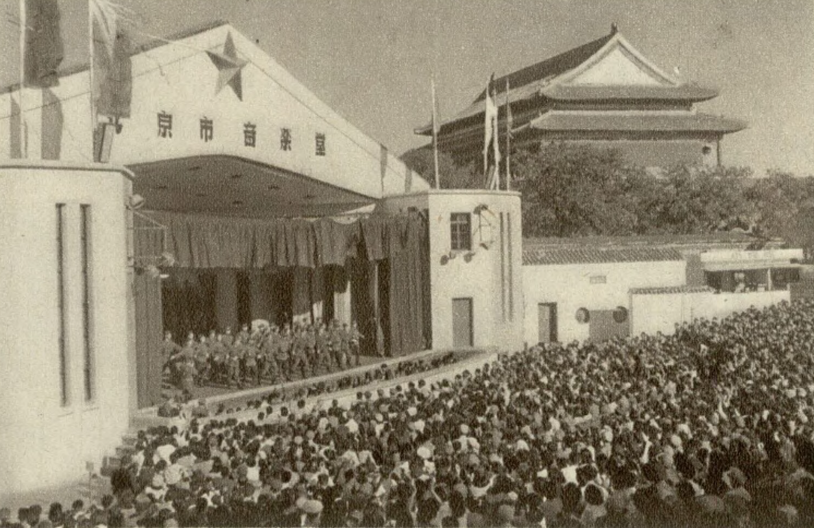
Vystoupení AUS-VN v Pekingu 9. srpna 1952 (časopis Československá armáda, 1952)

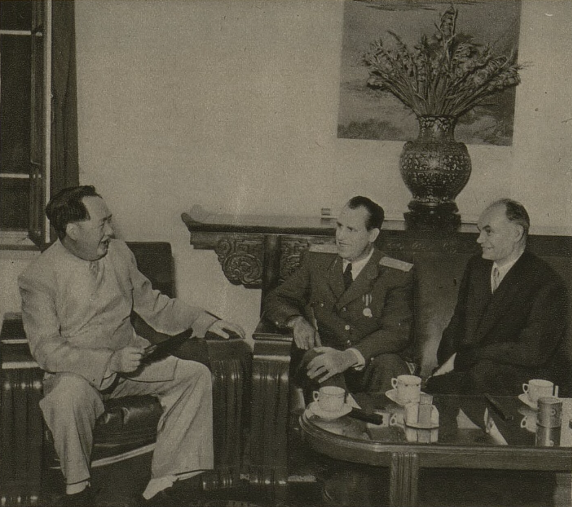
Setkání Františka Komzaly (zcela vpravo), čs. vyslance v Pekingu, pplk. Jaroslava Veselého, velitele souboru, s Мао Ce-tungem před vystoupením AUS-VN v Pekingu (9. srpna 1952)

Soubor, jehož založení se datuje k 19. květnu 1943, vznikl z hudební čety působící v rámci čs. vojenských jednotek v SSSR od 13. dubna 1942. Pod uměleckým vedením Víta Nejedlého působil od 1. června 1943 do 2. ledna 1945. V počátečním období své existence byla hudební četa přiřazena k 1. čs. polnímu praporu a po jeho odeslání na frontu zůstala v Buzuluku u náhradního praporu (později pluku). Na frontu odjela až počátkem října 1943 a stala se hudbou 1. čs. brigády. Během karpatsko–dukelské operace svoji činnost dočasně přerušila a obnovila ji až v prosinci 1944 jako hudba 1. čs. armádního sboru. Když se v Popradu konal první koncert pro civilní obyvatelstvo, byla 120členná sborová hudba rozdělena na hudby jednotlivých brigád a Armádní umělecký soubor, který, po tragické smrti Víta Nejedlého v lednu 1945, od 4. dubna 1945 převzal na jeho počest do svého názvu i jeho jméno. Až do roku 1950 soubor tvořil součást Ústředního domu armády. Počátkem 50. let se skládal z orchestru (80 hudebníků), pěveckého sboru (120 zpěváků) a tanečního souboru (50 tanečníků). Soubor sídlil v Praze a účinkoval až do počátku 90. let 20. století.
Postupně se v rámci AUS vytvořily složky: symfonický orchestr, taneční orchestr, mužský sbor, taneční skupina, estrádní skupina a spadala sem divadelní skupina i jazzový orchestr. Improvizovaný repertoár tehdy tvořila pásma hudby, zpěvu a mluveného slova. Estrádní skupina Armádního uměleckého souboru Víta Nejedlého se vytvořila v roce 1964 na základě zrušeného Vojenského estrádního souboru Praha, který vznikl v roce 1955 jako Umělecký vojenský soubor Praha (k přejmenování došlo v roce 1962). Kromě Armádního uměleckého souboru v Praze ještě do roku 1955 působila následující samostatná umělecká tělesa: Armádní opera (vyčlenila se z AUS VN v roce 1954), Armádní umělecké divadlo (vzniklo v roce 1951) a Armádní kino Lucerna (v užívání armády bylo od počátku 50. let).
K 1. červenci 1994 byl AUS přejmenován na Umělecké studio Ministerstva obrany a jeho součástí se stalo doposud samostatné Armádní umělecké studio vytvořené v roce 1955. V pozměněné podobě uvedené umělecké těleso působilo do roku 1995, kdy bylo k 30. září definitivně zrušeno.
V řízení souboru se postupně vystřídali:
- mjr. Václav Strejček (1946 až 1949)
- pplk. Jaroslav Veselý (asi 1949 až po 1952)
- nezjištěno (po 1952 až 1960) – v tomto období po nezjištěnou dobu dirigoval soubor Pavel Vondruška
- plk. Jaroslav Štolfa (1960 až 1986)
- pplk. Jan Opatrný (1986 až 1990)
- mjr. Tomáš Finger (1990 až 1994)
- Ladislav Simon (1994 až 1995)

## Před rokem 1989
Po 2. světové válce došlo k dalšímu rozšíření souboru. Soubor vedl major Václav Strejček, Vzniklo nové oddělení estrádní, folkloristické, taneční a operní. Velkou zásluhu na celkovém pozdvižení umělecké úrovně souboru měl mladý a nadějný hudební skladatel a klavírista Radim Drejsl. V roce 1950 byl soubor již plně profesionalizován s tím, že jeho základní složky tvořil symfonický orchestr, mužský pěvecký sbor, balet, taneční orchestr, dále sem patřila zábavní a estrádní sekce. Víc než 25 let byl náčelníkem plukovník Jaroslav Štolfa.
AUS neměl nikdy nouzi o mladé a nadějné umělce, kteří sem velmi často chodili na vojnu. Jeho řadami prošla celá řada předních českých umělců, jako například Jiří Krampol, Jana Andrsová, Jiří Langmajer, Martin Stropnický či Jan Šťastný. Základní vojenskou službu zde začínal i mladý Vladimír Menšík (přelom let 1954/55), který byl posléze převelen do Armádního uměleckého divadla.

## Po roce 1989
Po roce 1989 prošel pod vedením podplukovníka Tomáše Fingera soubor mnoha změnami. V uvolněné atmosféře začali někteří zaměstnanci AUS vystupovat v muzikálu Bídníci, mezi nimi i zpěvačka Lucie Bílá, která v souboru odstartovala svou kariéru. Po revoluci zde působili i herec Ivan Trojan, hudebník Petr Malásek a mnoho dalších umělců.
V roce 1994 byl soubor zcivilněn, vznikla Pražská komorní filharmonie a v roce 1995 byl AUS (v té době už přejmenován na USMO – Umělecké studio Ministerstva obrany) zrušen. V současné době tak v Armádě České republiky působí jen Vojenský umělecký soubor Ondráš.